# Communauté d'agglomération du Choletais
La communauté d'agglomération du Choletais est une ancienne structure intercommunale française située dans le département de Maine-et-Loire et la région Pays de la Loire. Elle est dissoute le 31 décembre 2016 au profit de l'Agglomération du Choletais.
Elle se situait dans le sud du département, autour de la ville de Cholet.

## Historique
L'intercommunalité est créée en février 1994, par arrêté préfectoral du 25 février. La « communauté de communes du Pays de Cholet » est alors composée de sept communes : Cholet, Chanteloup-les-Bois, La Tessoualle, Nuaillé, Toutlemonde, Trémentines et Vezins.
En 1999, un texte de loi est voté pour encourager les communes à exercer ensemble leurs compétences sur un territoire pertinent et solidaire, mieux adapté aux enjeux de demain. L'intercommunalité se transforme alors le 1er janvier 2001 en communauté d'agglomération, devenant la « communauté d'agglomération du Pays de Cholet » (C.A.P.C.), augmentant ainsi ses domaines de compétences.
Après l'adhésion de la commune du May-sur-Èvre en janvier 2001, quatre nouvelles communes rejoignent au 1er janvier 2002 la communauté d'agglomération du Pays de Cholet, qui prend à cette occasion le nom de « communauté d'agglomération du Choletais » (C.A.C.).
Elle s'étoffe à nouveau en accueillant au 1er janvier 2003 la commune de Mazières-en-Mauges. L'intercommunalité comprend alors treize communes : Chanteloup-les-Bois, Cholet, Le May-sur-Èvre, Mazières-en-Mauges, Nuaillé, La Romagne, Saint-Christophe-du-Bois, Saint-Léger-sous-Cholet, La Séguinière, La Tessoualle, Toutlemonde, Trémentines et Vezins.
Dans le cadre de la loi de réforme des collectivités territoriales du 16 décembre 2010, un projet de fusion est initié entre la communauté de communes du Bocage et la communauté d'agglomération du Choletais, ; regroupant ainsi les dix-neuf communes membres en une seule intercommunalité. En mai 2013, la préfecture s'oppose à la fusion.
En février 2012, l'intercommunalité modifie ses statuts.
En 2013, l'agglomération finalise et fait approuver son schéma de cohérence territoriale (SCoT) portant sur son périmètre d'alors à 13 communes.
Au cours des années 2012 et 2013, la demande d'adhésion de Bégrolles-en-Mauges (C.C. du Centre-Mauges) n'aboutit pas ; la décision étant repoussée à l'issue des élections municipales de mars 2014. En mars 2015, la préfecture autorise la commune de Bégrolles à sortir de la communauté de communes du Centre-Mauges pour rejoindre la communauté d'agglomération du Choletais. La sortie de Bégrolles de l'intercommunalité du Centre-Mauges est effective au 1er juillet 2015, mais l'intégration à l'agglomération du Choletais prévue pour avoir lieu en même temps est finalement repoussée au 1er janvier 2016 afin de permettre d'y intégrer en même temps les 6 communes de la communauté de communes du Bocage et simplifier les procédures de transformation de l'intercommunalité choletaise.
Elle disparaît, le 31 décembre 2016, par la fusion de la communauté d'agglomération du Choletais et de l'ancienne communauté de communes du Vihiersois-Haut-Layon pour former la nouvelle Agglomération du Choletais, telle que l'avait envisagée le schéma départemental de coopération intercommunale de Maine-et-Loire, approuvé le 22 janvier 2016 par la commission départementale de coopération intercommunale.
Toutefois le SCoT du Choletais précédemment approuvé sur les 13 communes de 2013 reste encore en vigueur pour plusieurs années sur le territoire de ces communes dans leur nouvelle intercommunalité, de même que le SCoT du Pays des Mauges approuvé sur Bégrolles-en-Mauges. Ces SCOTs seront révisés plus et mis en application le moment venu par les nouvelles intercommunalités.

## Territoire communautaire

### Composition
Depuis 2013 la communauté d'agglomération du Choletais regroupait treize communes jusqu'en fin 2015 :
| Nom                      | Code Insee | Gentilé         | Superficie (km2) | Population (dernière pop. légale) | Densité (hab./km2) |
| ------------------------ | ---------- | --------------- | ---------------- | --------------------------------- | ------------------ |
| Cholet (siège)           | 49099      | Choletais       | 87,47            | 53 853 (2014)                     | 616                |
| Chanteloup-les-Bois      | 49070      | Cantelupiens    | 27,47            | 719 (2014)                        | 26                 |
| Le May-sur-Èvre          | 49193      | Maytais         | 31,62            | 3 899 (2014)                      | 123                |
| Mazières-en-Mauges       | 49195      | Maziérais       | 8,90             | 1 066 (2014)                      | 120                |
| Nuaillé                  | 49231      | Nuaillais       | 13,23            | 1 530 (2014)                      | 116                |
| La Romagne               | 49260      | Romagnons       | 15,93            | 1 791 (2014)                      | 112                |
| Saint-Christophe-du-Bois | 49269      | Christophoriens | 21,75            | 2 586 (2014)                      | 119                |
| Saint-Léger-sous-Cholet  | 49299      | Saint-Légeois   | 9,60             | 2 665 (2014)                      | 278                |
| La Séguinière            | 49332      | Zignérais       | 31,15            | 4 004 (2014)                      | 129                |
| La Tessoualle            | 49343      | Tessouallais    | 21,21            | 3 097 (2014)                      | 146                |
| Toutlemonde              | 49352      | Toutlemondais   | 12,63            | 1 257 (2014)                      | 100                |
| Trémentines              | 49355      | Trémentinais    | 34,06            | 2 867 (2014)                      | 84                 |
| Vezins                   | 49371      | Vezinais        | 18,02            | 1 678 (2014)                      | 93                 |

Le 1er janvier 2016, après l'intégration simultanée de Bégrolles-en-Mauges et des six communes de l'ancienne communauté de communes du Bocage, elle comprenait vingt communes :
| Nom                      | Code Insee | Gentilé         | Superficie (km2) | Population (dernière pop. légale) | Densité (hab./km2) |
| ------------------------ | ---------- | --------------- | ---------------- | --------------------------------- | ------------------ |
| Cholet (siège)           | 49099      | Choletais       | 87,47            | 53 853 (2014)                     | 616                |
| Bégrolles-en-Mauges      | 49027      | Bégrollais      | 14,62            | 1 984 (2014)                      | 136                |
| Les Cerqueux             | 49058      | Cerquois        | 13,86            | 895 (2014)                        | 65                 |
| Chanteloup-les-Bois      | 49070      | Cantelupiens    | 27,47            | 719 (2014)                        | 26                 |
| Coron                    | 49109      | Coronnais       | 31,49            | 1 585 (2014)                      | 50                 |
| Maulévrier               | 49192      | Maulévrais      | 33,42            | 3 147 (2014)                      | 94                 |
| Le May-sur-Èvre          | 49193      | Maytais         | 31,62            | 3 899 (2014)                      | 123                |
| Mazières-en-Mauges       | 49195      | Maziérais       | 8,90             | 1 066 (2014)                      | 120                |
| Nuaillé                  | 49231      | Nuaillais       | 13,23            | 1 530 (2014)                      | 116                |
| La Plaine                | 49240      | Plainais        | 22,16            | 1 035 (2014)                      | 47                 |
| La Romagne               | 49260      | Romagnons       | 15,93            | 1 791 (2014)                      | 112                |
| Saint-Christophe-du-Bois | 49269      | Christophoriens | 21,75            | 2 586 (2014)                      | 119                |
| Saint-Léger-sous-Cholet  | 49299      | Saint-Légeois   | 9,60             | 2 665 (2014)                      | 278                |
| La Séguinière            | 49332      | Zignérais       | 31,15            | 4 004 (2014)                      | 129                |
| Somloire                 | 49336      | Somloirais      | 31,83            | 912 (2014)                        | 29                 |
| La Tessoualle            | 49343      | Tessouallais    | 21,21            | 3 097 (2014)                      | 146                |
| Toutlemonde              | 49352      | Toutlemondais   | 12,63            | 1 257 (2014)                      | 100                |
| Trémentines              | 49355      | Trémentinais    | 34,06            | 2 867 (2014)                      | 84                 |
| Vezins                   | 49371      | Vezinais        | 18,02            | 1 678 (2014)                      | 93                 |
| Yzernay                  | 49381      | Yzernois        | 40,66            | 1 845 (2014)                      | 45                 |

## Politique et administration

### Siège
Le siège de la communauté d'agglomération du Choletais est fixé à Cholet.

### Présidence
| Période                                  | Période | Identité           | Étiquette                         | Qualité                                                 |
| ---------------------------------------- | ------- | ------------------ | --------------------------------- | ------------------------------------------------------- |
| 2001                                     | 2016    | Gilles Bourdouleix | UDF-PPDF, UMP, CNIP, UDI puis DVD | Maire de Cholet Député de la 5e circ. de Maine-et-Loire |
| Les données manquantes sont à compléter. |         |                    |                                   |                                                         |

### Fonctionnement
Économies d'échelle : Pour chaque domaine de compétence, la communauté unifie un ensemble de moyens de gestion et de développement (en personnel et moyens financiers).
Objectifs : Renforcer la solidarité intercommunale, faciliter le développement et l'expansion de son territoire, permettre l'optimisation des ressources des communes, encourager l'émergence de nouveaux projets, positionner et promouvoir le bassin choletais en affirmant une réelle ambition d'extension.
Financement : Outre une dotation globale de fonctionnement versée par l’État, la communauté d'agglomération perçoit une taxe professionnelle unique sur l'ensemble de son territoire.
Processus de décision : Le conseil communautaire, organe décisionnel de la communauté d'agglomération, se compose de 63 délégués élus, représentant les 13 communes membres.

### Compétences
Développement économique : Création, aménagement, entretien et gestion des zones d'activités industrielles, tertiaires, commerciales.
Aménagement de l'espace - transports : Zones d'aménagement concerté, schéma directeur, participation aux transports urbains (Choletbus) et scolaires…
Équilibre social de l'habitat : Programme local de l'habitat, actions en faveur des personnes défavorisées, amélioration du parc immobilier sur le territoire.
Politique de la ville : Développement urbain, insertion économique et sociale, prévention de la délinquance…
Voirie d'intérêt communautaire : Aménagement et entretien des voies communales d'intérêt communautaire.
Assainissement : Collecte, transport, épuration des eaux usées, élimination des boues de toute l'agglomération…
Environnement - gestion des déchets : Lutte contre les nuisances (bruit, pollution de l'air), collecte et traitement des ordures ménagères…

### Finances
Comptes du groupement à fiscalité propre (GFP) du Choletais :
| Chiffres clés                             | En milliers d'euros | En euros par habitant | Chiffres 2007 |
| ----------------------------------------- | ------------------- | --------------------- | ------------- |
| Total des produits de fonctionnement (A)  | 72 817              | 877                   | 55 694        |
| Total des charges de fonctionnement (B)   | 60 907              | 733                   | 51 686        |
| Résultat comptable (R=A-B)                | 11 911              | 143                   | 4 008         |
| Total des ressources d'investissement (C) | 40 519              | 488                   | 45 586        |
| Total des emplois d'investissement (D)    | 36 527              | 440                   | 46 912        |
| Capacité d'autofinancement                | 15 279              | 184                   | 7 557         |
| Encours de la dette au 31/12              | 63 379              | 763                   | 50 984        |
| Annuité de la dette                       | 5 378               | 65                    | 7 141         |

| Fiscalité locale                                                        | Taux    |
| ----------------------------------------------------------------------- | ------- |
| Taxe d'habitation                                                       | 8,51 %  |
| Foncier bâti                                                            | 0,00 %  |
| Foncier non bâti                                                        | 2,03 %  |
| Foncier non bâti (taxe additionnelle)                                   | 26,89 % |
| Cotisation foncière des entreprises (fiscalité additionnelle)           | 0,00 %  |
| Cotisation foncière des entreprises (fiscalité prof. unique ou de zone) | 24,11 % |

### Jumelages et partenariats
La communauté d'agglomération du Choletais est jumelée avec plusieurs territoires étrangers. Il faut rappeler que le jumelage est une relation établie entre deux territoires de pays différents, qui se concrétise par des échanges socio-culturels :
- Oldenbourg (Allemagne) depuis 1985,
- Denia (Espagne) depuis 1996,
- Solihull (Royaume-Uni) depuis 1999,
- Sao (Burkina Faso) depuis 1999, partenariat de développement économique,
- Dorohoi (Roumanie) depuis 2006, jumelage culturel.

## Population

### Démographie
| 2000 | 2002 | 2004 | 2006 | 2009   | 2012   | 2013   | 2015 |
| ---- | ---- | ---- | ---- | ------ | ------ | ------ | ---- |
| -    | -    | -    | -    | 80 284 | 80 911 | 80 818 | -    |

### Logement
On comptait en 2009, sur le territoire de la communauté d'agglomération, 36 684 logements, pour un total sur le département de 360 144. 94 % étaient des résidences principales, et 64 % des ménages en étaient propriétaires.

### Revenus
En 2010, le revenu fiscal médian par ménage sur la communauté d'agglomération était de 18 100 €, pour une moyenne sur le département de 17 632 €.

## Économie

### Tissu économique
Sur 5 959 établissements présents sur l'intercommunalité à fin 2010, 8 % relevaient du secteur de l'agriculture (pour 17 % sur l'ensemble du département), 8 % relevaient du secteur de l'industrie, 9 % du secteur de la construction, 61 % du secteur du commerce et des services (pour 53 % sur le département) et 15 % de celui de l'administration et de la santé.

### Zones d’activités en 2006
- Cholet :
  - Le Cormier : Elle totalise aujourd’hui 2 800 emplois et 85 entreprises. Sa 4e tranche (de 55 hectares), en bordure de la RN 249 (RCEA) via l'échangeur de Dénia, est un tel succès qu’une 5e tranche est à l’étude.
  - L’Écuyère : Démarrée en 2005, c’est une zone d'activités diversifiées (tertiaires, commerciales et industrielles) de 160 hectares (dont 100 commercialisables et 50 en espaces verts et naturels) située à l'entrée nord de Cholet, à proximité immédiate de l'échangeur nord de l'autoroute A87.
Une usine de production de voiliers, une grande surface de bricolage, 4 bâtiments tertiaires… sont d'ores et déjà sortis de terre. Des restaurants et hôtels, un grossiste du secteur Bâtiment, une concession automobile, des fabricants de piscines, un commerce de meubles et un autre de cheminées, les nouveaux locaux d’un grand cabinet comptable, L'Autre Faubourg (30 000 m2 de surface de vente sur un terrain de 10 hectares) les rejoindront bientôt[Quand ?].
L'intégralité des surfaces commercialisables ont été vendues en deux ans au lieu des cinq ans prévus initialement.
- Le Puy-Saint-Bonnet : Sa zone d’activités est entièrement occupée depuis 2005. Une étude est en cours pour une extension d’ici à fin 2006.
- Chanteloup-les-Bois : Une petite zone artisanale de proximité est à l’étude.
- Le May-sur-Èvre : Les zones du Bordage et de la Contrie : tous les bâtiments libres appartenant à la CAC ont été vendus. Par ailleurs, une étude est en cours pour terminer l'aménagement de la zone d'activité de la Contrie.
- Mazières-en-Mauges : Les 3 zones de Champ Blanc, Appentière et Poteau font aussi l'objet d'une étude en vue de leur extension. Leur spécialisation vers des activités technologiques et leur proximité avec la zone de l'Ecuyère, en font plus que jamais des espaces d'implantation particulièrement convoités par les activités de pointe.
- Nuaillé : La zone de la Caille devrait voir en 2006 la construction du bâtiment d’une usine plasturgique, qui, jusqu'ici, occupait deux ateliers de la pépinière d'entreprises.
- La Romagne : En 2006, la zone de la Peltière devrait voir l'installation d'un peintre en ravalement et la construction d’une extension de 3 000 m2 pour un fabricant d’articles de cheminées.
- Saint-Christophe-du-Bois : La zone du Parc ne dispose plus d'un seul m² disponible. Une société de transport déjà présente sur le site va en outre doubler sa capacité de stockage avec la réalisation d'un nouveau bâtiment de plus de 3 000 m2, accélérant ainsi l'extension de la zone du Parc : environ 5 hectares dans un premier temps et plus de 20 hectares à terme.
- Saint-Léger-sous-Cholet : Les 3 zones de Bois des Perches, Claireau et Hermitage affichent complet depuis longtemps et la faible superficie de la commune rend quasiment impossible la création de nouvelles zones sauf peut-être en direction de Beaupréau (à l’étude).
- La Séguinière :
  - La Bergerie : La 5e tranche (de 22 hectares) ouverte en 2005 sera occupée à plus de 50 % d’ici à fin 2006.
  - La Ménardière : Marques Avenue (ensemble commercial de plus 30, enseignes dans l'habillement moyen et haut de gamme inauguré en 2005) fait école sur la zone qui enregistre de nombreuses demandes d'implantation pour de nouvelles enseignes.
  - Zone des Grands Bois : Moins de 5 000 m2 restent encore disponibles.
- La Tessoualle : La zone de Montevi a vu fondre ses 3 derniers hectares disponibles. L'aménagement d'une nouvelle zone sera examiné dans les 2 ou 3 prochaines années.
- Toutlemonde : La zone de la Lande qui vient d'accueillir un concessionnaire automobile, fait de son côté l'objet de plusieurs études d'implantation pour des entreprises artisanales locales en plein développement.
- Trémentines : La zone de la Coindrie est quasiment occupée à 100 % et ne permet plus aux entreprises implantées de poursuivre leur développement. L'ouverture d'une nouvelle zone est d'ores et déjà prévue, en bordure de la RN 160, d’ici à 2008-2009.
- Vezins : La zone du Chapelet fera l'objet cette année d'une requalification qui prévoit notamment l'enfouissement des lignes électriques.

## Logos

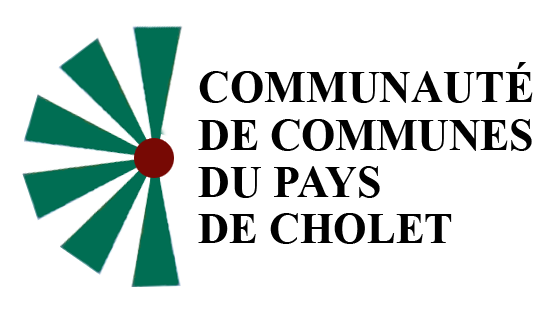
Ancien logotype de la CCPC
Ancien logotype de la CAC
Logotype actuel de la CAC